# Cervidio Scevola
Quinto Cervidio Scevola (II secolo – 207) è stato un giurista romano.
Praefectus urbi nel 176, fu autore dei Digesta in 40 libri, di 6 libri di Responsa, di 20 libri di Quaestiones e di 4 libri di Regulae.